# Planta aquàtica

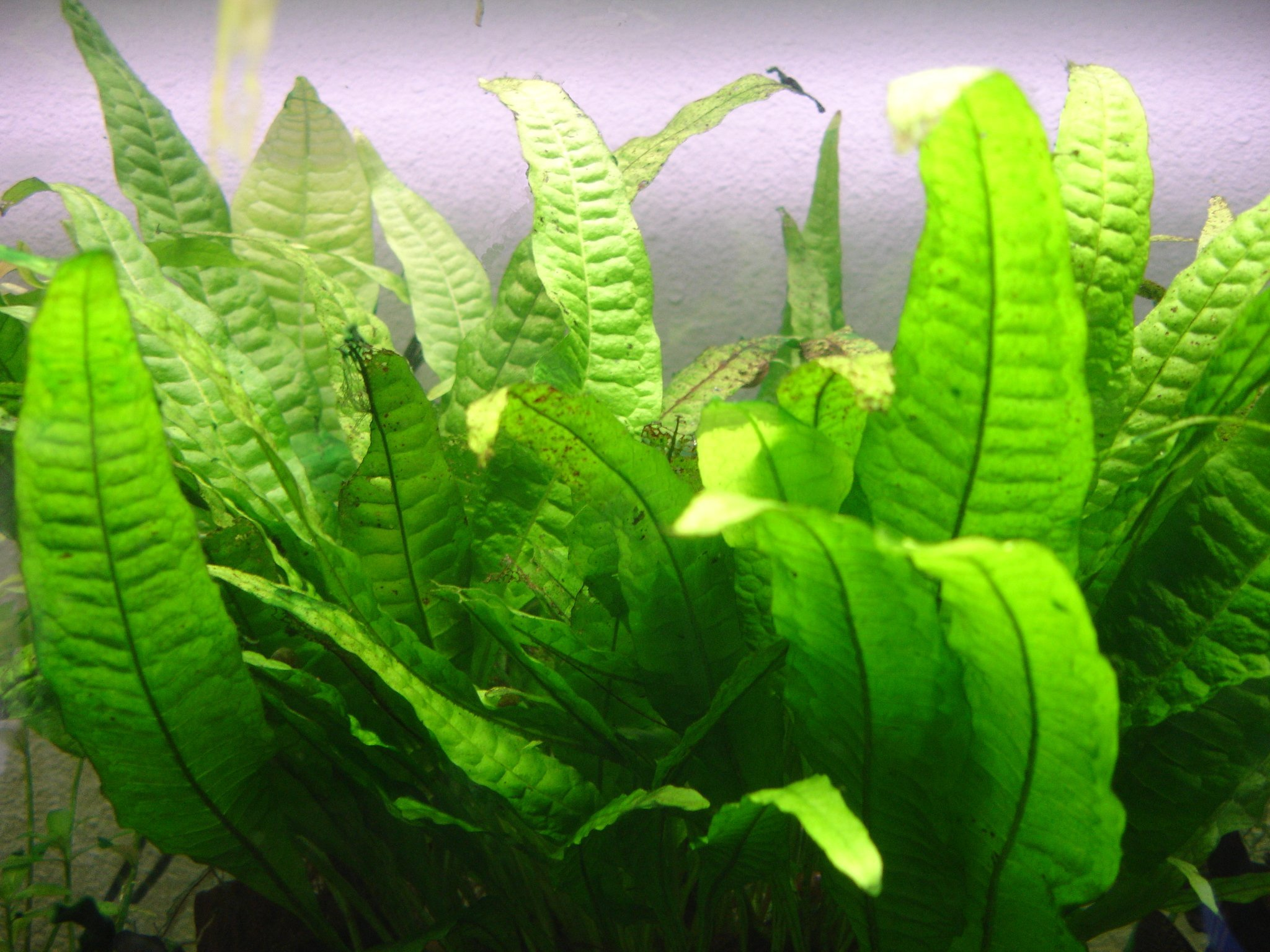
La falguera de Java (Microsorium pteropus)

Les plantes aquàtiques, també conegudes amb el nom de plantes hidròfites, higròfiles o higròfites, són plantes adaptades a la vida en medis molt humits o aquàtics. Llur adaptació al medi aquàtic és variable. N'hi ha algunes que viuen totalment submergides, mentre que d'altres presenten una part emergent més o menys gran. Entre aquestes plantes hi ha algues i també espècies vegetals vasculars, com briòfits, pteridòfits i angiospermes. Normalment es fixen al fons fangós mitjançant arrels, però hi ha espècies que floten lliurement, com la llentia d'aigua, desplaçades per la superfície segons els corrents o el vent.
Generalment les diverses espècies de plantes aquàtiques presenten adaptacions al modus vivendi en qüestió tant en l'aparell vegetatiu com en l'aparell reproductiu. Una proporció molt gran de plantes aquàtiques viuen en aigua dolça, més o menys estancada, com llacs, estanys, rius de corrent lenta, aiguamolls i basses. Altres espècies poden viure en aigües corrents, en aigües salobres i fins i tot en medis d'aigua salada, com estuaris i albuferes. Sovint les plantes hidròfites són més comunes a la vora dels llacs o estanys. Algunes poden tenir una fase aquàtica durant l'època en què l'estany o bassa es troba inundat, com l'arròs. Les plantes aquàtiques formen de vegades la base de certs ambients naturals característics com els aiguamolls i manglars. Les plantes aquàtiques visibles a ull nu es coneixen amb el nom genèric de macròfites (Macrophytes). Són exemples de plantes aquàtiques l'arròs (i el gènere Oryza al qual pertany), la molsa aquàtica (Fontinalis), el creixen (Nasturtium officinale), els nenúfars (nimfeàcies), el lotus de l'Índia (Nelumbo nucifera)

## Enllaços externs

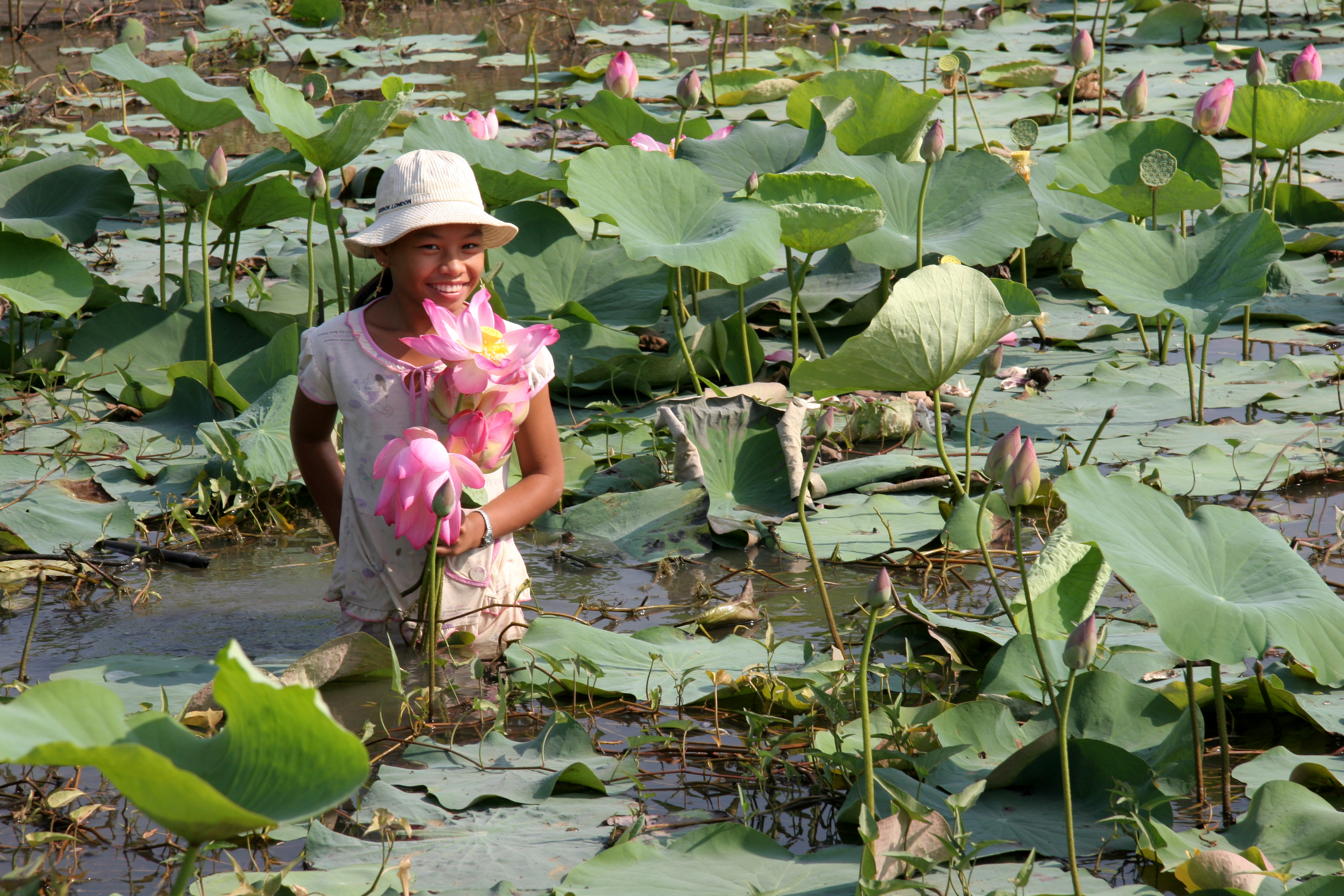
Al Vietnam algunes plantes aquàtiques, com el lotus són utilitzades com a aliment
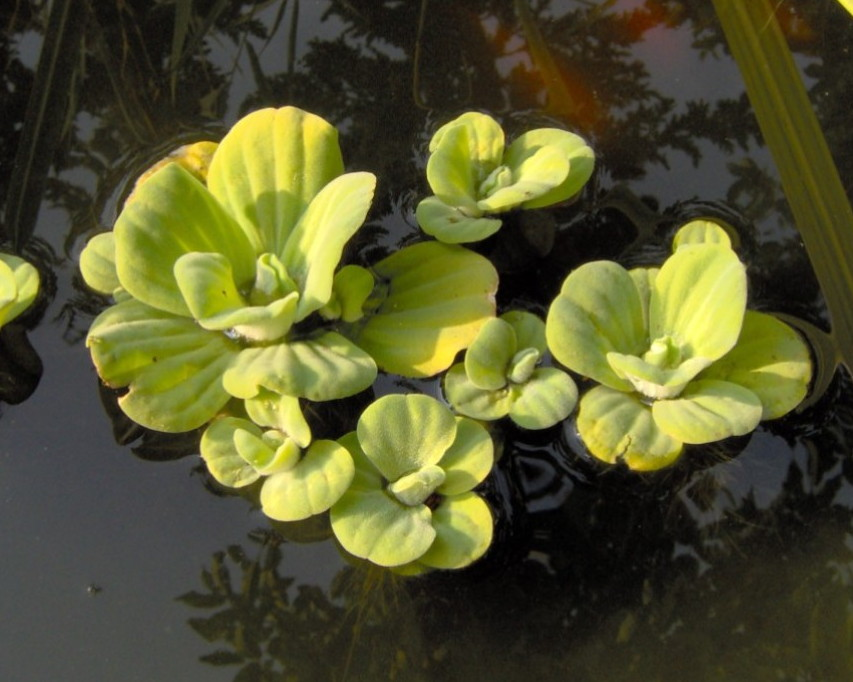
Pistia stratiotes, planta aquàtica flotant
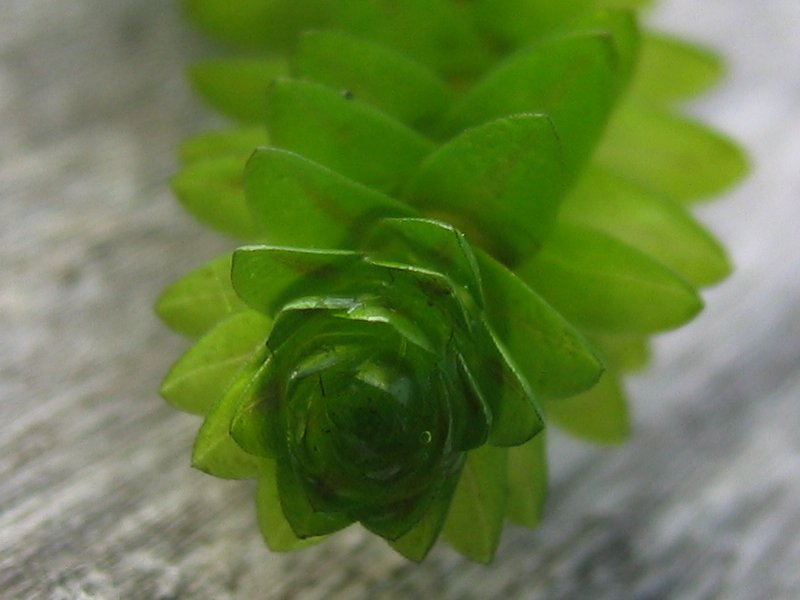
La planta d'aquari Elodea canadensis
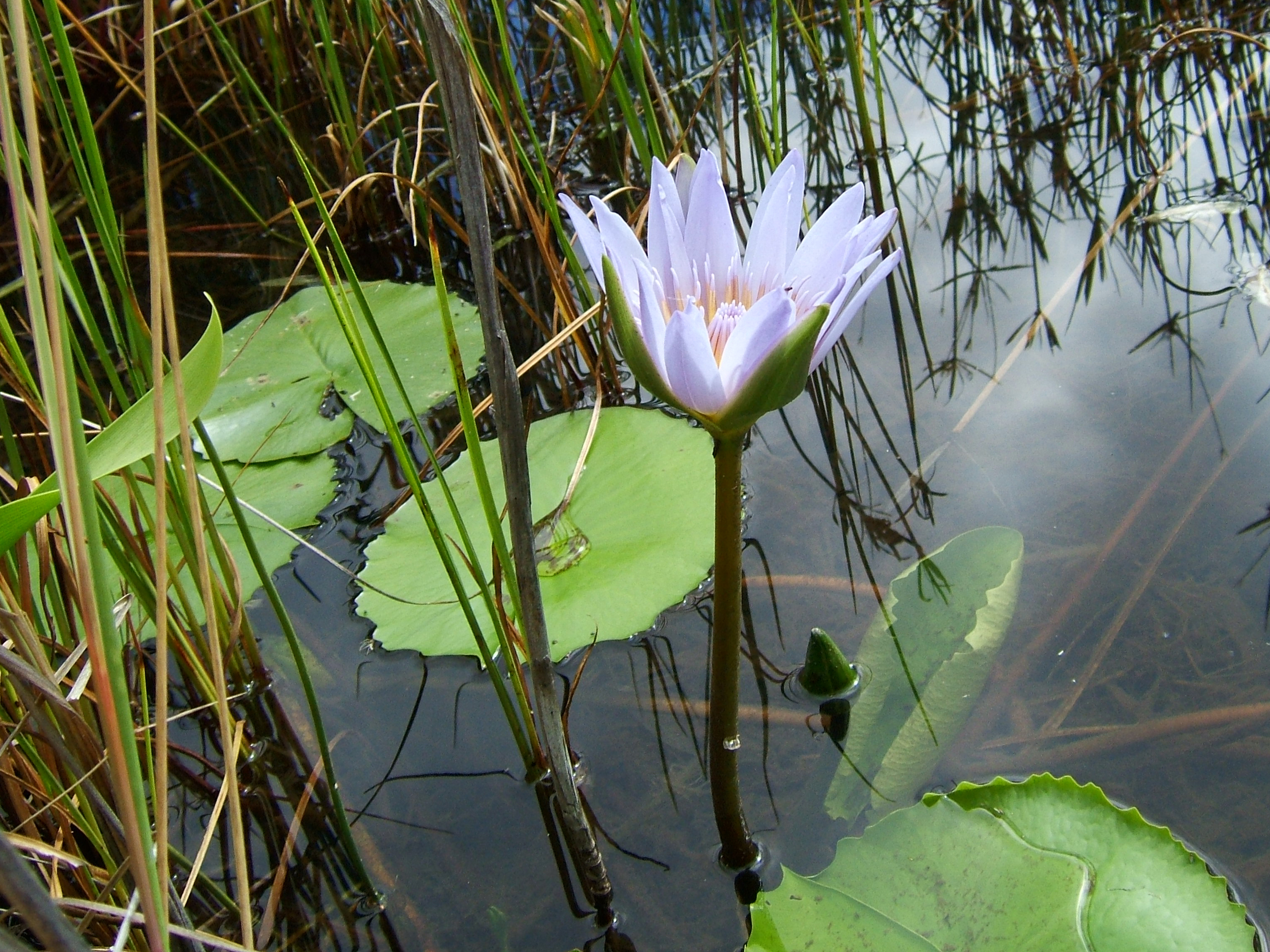
El nenúfar Nymphaea capensis